# Cuchilla de Caraguatá
Cuchilla de Caraguatá, ou Cruz de los Caminos, est une localité uruguayenne du département de Tacuarembó.

## Localisation
Située au sud-est du département de Tacuarembó, entre l' arroyo Caraguatá et le rio Negro), Cuchilla de Caraguatá se déploie à proximité du croisement des routes 6 et 26. La localité se trouve à 125 km de Tacuarembó, la capitale départementale, à laquelle elle est reliée par la route 26.

## Population
| 1996 | 2004 | 2011 |
| ---- | ---- | ---- |
| -    | -    | 463  |

## Source
- (es) Cet article est partiellement ou en totalité issu de l’article de Wikipédia en espagnol intitulé « Cuchilla de Caraguatá » (voir la liste des auteurs).